# Nemesia athiasi
Nemesia athiasi là một loài nhện trong họ Nemesiidae.
Nemesia athiasi được miêu tả năm 1920 bởi Franganillo.